# Erodium cedrorum
Erodium cedrorum är en näveväxtart. Erodium cedrorum ingår i släktet skatnävor, och familjen näveväxter.

## Underarter
Arten delas in i följande underarter:
- E. c. cedrorum
- E. c. salmoneum